# Domet Sadowski
Domet Sadowski (ur. 1865 w Dowżance k. Tarnopola, zm. 1940) – ksiądz greckokatolicki, szambelan papieski.
Ukończył teologię na Uniwersytecie Lwowskim. Prowadził posługę w Wiedniu, Przemyślu i Lwowie. 
Znawca życia liturgicznego Cerkwi greckokatolickiej, wykładowca liturgiki w Greckokatolickim Seminarium Duchownym we Lwowie. W 1915 jako kapelan wojskowy armii austriackiej posługiwał w oblężonym Przemyślu. Po kapitulacji twierdzy trafił do niewoli rosyjskiej, i został wywieziony na Syberię. W 1921 powrócił z niewoli.
Postulował powrót do wschodnich form obrzędowych w cerkwi greckokatolickiej. Autor artykułów i recenzji na tematy muzyczne.